# Локални избори у Србији 2023.
Локални избори у 65 градова и општина у Србији су одржани 17. децембра 2023. године. Првобитно планирани за 2024. годину, Александар Вучић, председник Србије, најавио је, прво у септембру и поново у октобру 2023, да би локални избори могли да буду одржани. децембра 2023. године, упоредо са покрајинским и парламентарним изборима. Након његовог саопштења у септембру 2023, градоначелници и председници општина, укључујући и престоницу Београд, поднели су оставке како би локални избори били одржани 17. децембра. Избори су расписани 1. новембра.

## Резултати[1]

### Шумадија и западна Србија

#### Мачвански округ
У овом округу локални избори су одржани у градовима Шапцу и Лозници и општинама Богатић, Владимирци, Коцељева, Крупањ, Љубовија и Мали Зворник.

##### Град Шабац
| Назив странке, коалиције или појединца                                                      | Гласови | %      | Мандати |
| ------------------------------------------------------------------------------------------- | ------- | ------ | ------- |
| Коалиција Александар Вучић–Шабац не сме да стане: СНС, ПУПС, ПС                             | 28.808  | 45,45  | 35      |
| Коалиција Шабац против насиља–Небојша Зеленовић: Заједно, ССП, ДС, ГДП, СПО, ПОКС, ЛДП, СДС | 15.600  | 24,61  | 19      |
| Група грађана Западна Србија–Увек Шабац                                                     | 6.801   | 10,74  | 8       |
| Коалиција Удружени побеђујемо: СРЦЕ, НПС, НЛС                                               | 2.307   | 3,64   | 2       |
| Социјалистичка партија Србије, Јединствена Србија, Зелени Србије                            | 2.210   | 3,49   | 2       |
| Коалиција НАДА за Шабац: НДСС, ПОКС                                                         | 1.969   | 3,11   | 2       |
| Коалиција Чиста листа за другачији Шабац: Народна и групе грађана                           | 1.698   | 2,68   | 0       |
| Др Дејан Павловић–Европска зелена партија                                                   | 1.321   | 2,08   | 2       |
| Група грађана Домаћински за село и град–знамо                                               | 898     | 1,42   | 0       |
| Српска радикална странка                                                                    | 872     | 1,38   | 0       |
| Група грађана Време је за дела–Др Саша Филиповић                                            | 492     | 0,78   | 0       |
| Руска странка—Слободан Николић                                                              | 408     | 0,64   | 0       |
| Укупно                                                                                      | 63.390  | 100,00 | 70      |
|                                                                                             |         |        |         |
| Важећи листићи                                                                              | 63.390  | 97,29  |         |
| Неважећи листићи                                                                            | 1.735   | 2,71   |         |
| Укупно гласова                                                                              | 65.168  | 100,00 |         |
| Регистровани бирачи/излазност                                                               | 100.051 | 65,12% |         |
| Извор: РИК                                                                                  |         |        |         |

##### Град Лозница
| Назив странке, коалиције или појединца                                 | Гласови | %      | Мандати |
| ---------------------------------------------------------------------- | ------- | ------ | ------- |
| Коалиција Александар Вучић–Лозница не сме да стане: СНС, ПС, СДПС, СРС | 21.010  | 55,52  | 34      |
| Коалиција Србија против насиља: ССП, ДС, ГДП, НПС                      | 5.572   | 14,72  | 9       |
| Коалиција НАДА за Лозницу: Двери, ПОКС, НДСС                           | 4.266   | 11,27  | 6       |
| Социјалистичка партија Србије                                          | 3.367   | 8,90   | 5       |
| Група грађана СМЕЛО ЗА БОЉУ ЛОЗНИЦУ–Драган Пајић                       | 2.305   | 6,09   | 3       |
| Српска странка Заветници                                               | 1.325   | 3,50   | 2       |
| Укупно                                                                 | 37.845  | 100,00 | 59      |
|                                                                        |         |        |         |
| Важећи листићи                                                         | 37.845  | 96,02  |         |
| Неважећи листићи                                                       | 1.549   | 3,98   |         |
| Укупно гласова                                                         | 39.415  | 100,00 |         |
| Регистровани бирачи/излазност                                          | 75.666  | 52,09% |         |
| Извор: РИК                                                             |         |        |         |

#### Колубарски округ
У овом округу локални избори су одржани у општинама Осечина, Уб, Лајковац и Љиг.

##### Златиборски округ
У овом округу локални избори су одржани у општинама Пожега, Прибој и Пријепоље.

#### Рашки округ
У овом округу локални избори су одржани у градовима Краљеву и Новом Пазару.

##### Град Краљево
| Назив странке, коалиције или појединца                                           | Гласови | %      | Мандати |
| -------------------------------------------------------------------------------- | ------- | ------ | ------- |
| Коалиција Александар Вучић–Краљево не сме да стане: СНС, ПУПС, ПС, ЗС, СДПС, СПО | 23.911  | 41,49  | 33      |
| Коалиција ИВАН МАТОВИЋ–Староседеоци, НЛК, Не дамо Ибар, Спасимо Студеницу        | 9.265   | 16,08  | 12      |
| Коалиција Србија против насиља: СРЦЕ, НПС, ССП, ДС                               | 6.127   | 10,63  | 8       |
| Социјалистичка партија Србије, Јединствена Србија                                | 5.728   | 9,94   | 7       |
| Група грађана ЛОКАЛНИ ФРОНТ–Предраг Воштинић                                     | 5.516   | 9,57   | 7       |
| Коалиција НАДА за Краљево: ПОКС, НДСС                                            | 2.437   | 4,23   | 3       |
| Српска странка Заветници                                                         | 1.654   | 2,87   | 0       |
| Српска радикална странка                                                         | 983     | 1,71   | 0       |
| Српски покрет Двери                                                              | 958     | 1,66   | 0       |
| Народна странка                                                                  | 654     | 1,66   | 0       |
| Руска странка–Слободан Николић                                                   | 397     | 0,69   | 0       |
| Укупно                                                                           | 57.630  | 100,00 | 70      |
|                                                                                  |         |        |         |
| Важећи листићи                                                                   | 57.630  | 97,56  |         |
| Неважећи листићи                                                                 | 1.425   | 2,44   |         |
| Укупно гласова                                                                   | 59.055  | 100,00 |         |
| Регистровани бирачи/излазност                                                    | 99.900  | 59,11% |         |
| Извор: РИК                                                                       |         |        |         |

##### Град Нови Пазар
| Назив странке, коалиције или појединца                               | Гласови | %      | Мандати |
| -------------------------------------------------------------------- | ------- | ------ | ------- |
| Санџачка демократска партија                                         | 17.262  | 38,67  | 19      |
| Странка правде и помирења                                            | 10.759  | 24,10  | 12      |
| Странка демократске акције Санџака                                   | 8.972   | 20,10  | 10      |
| Коалиција Александар Вучић–Нови Пазар не сме да стане: СНС, СПС, СРС | 4.691   | 10,51  | 5       |
| Грађански покрет Санџака                                             | 1.555   | 3,48   | 1       |
| Нови Пазар против насиља                                             | 839     | 1,88   | 0       |
| Коалиција за мир и толеранцију                                       | 461     | 1,03   | 0       |
| Бошњачко српски савез                                                | 105     | 0,24   | 0       |
| Укупно                                                               | 44.644  | 100,00 | 47      |
|                                                                      |         |        |         |
| Важећи листићи                                                       | 44.644  | 97,48  |         |
| Неважећи листићи                                                     | 1.156   | 2,52   |         |
| Укупно гласова                                                       | 45.794  | 100,00 |         |
| Регистровани бирачи/излазност                                        | 91.262  | 50,17% |         |
| Извор: РИК                                                           |         |        |         |

#### Шумадијски округ
У овом округу локални избори су одржани у граду Крагујевцу и општинама Баточина, Кнић, Лапово, Рача и Топола.

##### Град Крагујевац
| Назив странке, коалиције или појединца                                                                                     | Гласови | %      | Мандати |
| --- | ------- | ------ | ------- |
| Коалиција Александар Вучић–Крагујевац не сме да стане: СНС, ПС, СДПС, БС, ЗС, ПСС-БК, СРС, ПУПС                            | 36.136  | 40,27  | 38      |
| Коалиција Уједињени против насиља–НАДА за Крагујевац: ССП, ДС, ПСГ, ПОКС, СДС, ЗЗШ, НДСС                                   | 13.787  | 15,36  | 14      |
| Слађан Ракић–Крагујевачка иницијатива–Покрет Волим село своје–Еко парк                                                     | 10.967  | 12,22  | 11      |
| Коалиција Нова снага Крагујевца–Никола Нешић: Заједно, СРЦЕ, ЕУ, ЗЛФ, Шумадијска регија                                    | 6.502   | 7,25   | 6       |
| Социјалистичка партија Србије                                                                                              | 6.239   | 6,95   | 6       |
| Група грађана 300 Крагујевчана - Душан Зека Алексић - Светла тачка                                                         | 4.065   | 4,53   | 4       |
| Група грађана За Крагујевац – Знамо се! Др Мирослав Стојановић Џига                                                        | 3.834   | 4,27   | 4       |
| Милица Ђорђевић Стаменковски - Бошко Обрадовић - Национално Окупљање - Државотворна снага: Српска странка Заветници, Двери | 2.206   | 2,46   | 0       |
| Јединствена Србија - Драган Марковић Палма                                                                                 | 1.962   | 2,19   | 0       |
| Покрет Крагујевац престоница - Србија краљевина - Руска странка                                                            | 1.644   | 1,83   | 0       |
| Група грађана Крагујевац–Јако и храбро                                                                                     | 1.262   | 1,41   | 0       |
| Борис Ковачевић Шума – Мој свет Крагујевац! Шумадијски блок 21–Црногорска партија                                          | 1.135   | 1,26   | 0       |
| Укупно | 89.739  | 100,00 | 83      |
| |         |        |         |
| Важећи листићи | 89.739  | 97,25  |         |
| Неважећи листићи | 2.444   | 2,75   |         |
| Укупно гласало | 92.213  | 100,00 |         |
| Регистровани бирачи/излазност                                                                                              | 152.216 | 60,51% |         |
| Извор: РИК |         |        |         |

#### Поморавски округ
У овом округу локални избори су одржани у општинама Деспотовац, Параћин, Ћуприја и Рековац.

#### Расински округ
У овом округу локални избори су одржани у граду Крушевцу и општинама Александровац, Брус, Варварин, Трстеник и Ћићевац.

##### Град Крушевац
| Назив странке, коалиције или појединца                                   | Гласови | %      | Мандати |
| ------------------------------------------------------------------------ | ------- | ------ | ------- |
| Коалиција Александар Вучић–Крушевац не сме да стане: СНС, СДПС, ЗС, ПУПС | 36.950  | 57,88  | 42      |
| Коалиција Крушевац против насиља: ССП, НПС, ДС, СРЦЕ, НЛС, ГДП           | 16.480  | 25,82  | 18      |
| Социјалистичка партија Србије, Јединствена Србија                        | 4.402   | 6,90   | 5       |
| Коалиција НАДА за Крушевац: НДСС, ПОКС                                   | 3.093   | 4,85   | 3       |
| Коалиција Национално окупљање: Двери, ССЗ                                | 2.053   | 3,22   | 2       |
| Српска радикална странка                                                 | 858     | 1,34   | 0       |
| Укупно                                                                   | 63.836  | 100,00 | 70      |
|                                                                          |         |        |         |
| Важећи листићи                                                           | 63.836  | 97,36  |         |
| Неважећи листићи                                                         | 1.714   | 2,64   |         |
| Укупно гласова                                                           | 65.550  | 100,00 |         |
| Регистровани бирачи/излазност                                            | 104.972 | 62,44% |         |
| Извор: РИК                                                               |         |        |         |

### Јужна и источна Србија

#### Подунавски округ
У овом округу локални избори су одржани у граду Смедереву и општини Велика Плана.

##### Град Смедерево
| Назив странке, коалиције или појединца                                                    | Гласови | %      | Мандати |
| ----------------------------------------------------------------------------------------- | ------- | ------ | ------- |
| Коалиција Александар Вучић–Смедерево не сме да стане: СНС, ПУПС                           | 23.677  | 46,64  | 34      |
| Коалиција Смедерево против насиља: ССП, НПС, ДС                                           | 5.979   | 11,78  | 8       |
| Група грађана ДР ИВАН СТЕВАНОВИЋ–За наше Смедерево                                        | 5.257   | 10,35  | 7       |
| Социјалистичка партија Србије, Јединствена Србија                                         | 4.195   | 8,26   | 6       |
| Група грађана Андреја Павловић Профа–МИСЛИ ДРУГАЧИЈЕ                                      | 3.046   | 6,00   | 4       |
| Група грађана Будимо Смедерево којем се надамо–проф. НЕБОЈША ЈОВАНОВИЋ-Неба и ДЕЈАН ПИРИЋ | 2.384   | 4,70   | 3       |
| Коалиција НАДА за Смедерево: НДСС, ПОКС                                                   | 2.363   | 4,65   | 3       |
| Група грађана Бог–породица–Смедерево–доктор Горан Куљанин                                 | 2.264   | 4,46   | 3       |
| Српски покрет Двери                                                                       | 1.604   | 3,16   | 2       |
| Укупно                                                                                    | 50.769  | 100,00 | 70      |
|                                                                                           |         |        |         |
| Важећи листићи                                                                            | 50.769  | 96.90  |         |
| Неважећи листићи                                                                          | 1.626   | 3,10   |         |
| Укупно гласова                                                                            | 52.395  | 100,00 |         |
| Регистровани бирачи/излазност                                                             | 95.885  | 55,45% |         |
| Извор: РИК                                                                                |         |        |         |

#### Браничевски округ
У овом округу локални избори су одржани у општинама Велико Градиште, Голубац, Мало Црниће, Жабари, Петровац на Млави, Кучево и Жагубица.

#### Зајечарски округ
У овом округу локални избори су одржани у општини Сокобања.

#### Топлички округ
У овом округу локални избори су одржани у граду Прокупљу и општинама Блаце, Куршумлија и Житорађа.

##### Град Прокупље
| Назив странке, коалиције или појединца              | Гласови | %      | Мандати |
| --------------------------------------------------- | ------- | ------ | ------- |
| Коалиција Александар Вучић–Прокупље не сме да стане | 12.488  | 58,81  | 35      |
| Коалиција Србија против насиља: ССП, ДС             | 3.709   | 17,47  | 10      |
| Социјалистичка партија Србије                       | 1.819   | 8,57   | 5       |
| Српска странка Заветници                            | 1.212   | 5,71   | 3       |
| Коалиција НАДА за Прокупље: НДСС, ПОКС              | 859     | 4,05   | 2       |
| Српска радикална странка                            | 610     | 2,87   | 0       |
| Народна странка                                     | 537     | 2,53   | 0       |
| Укупно                                              | 21.234  | 100,00 | 55      |
|                                                     |         |        |         |
| Важећи листићи                                      | 21.234  | 97,36  |         |
| Неважећи листићи                                    | 575     | 2,64   |         |
| Укупно гласова                                      | 21.809  | 100,00 |         |
| Регистровани бирачи/излазност                       | 35.951  | 60,66% |         |
| Извор: РИК                                          |         |        |         |

#### Нишавски округ
У овом округу локални избори су одржани у општинама Мерошина, Ражањ, Дољевац и Гаџин Хан.

#### Пиротски округ
У овом округу локални избори су одржани у граду Пироту и општинама Бабушница, Димитровград и Бела Паланка.

##### Град Пирот
| Назив странке, коалиције или појединца                                         | Гласови | %      | Мандати |
| ------------------------------------------------------------------------------ | ------- | ------ | ------- |
| Коалиција Александар Вучић–Пирот не сме да стане: СНС, СДПС                    | 15.202  | 51,40  | 29      |
| Коалиција Пирот против насиља: Глас Пирота, Најбоље за Пирот, Еколошки устанак | 10.258  | 34,68  | 20      |
| Социјалистичка партија Србије                                                  | 2.729   | 9,22   | 5       |
| Коалиција Ујединимо Пирот: ПОКС, ССЗ                                           | 1.386   | 4,69   | 2       |
| Укупно                                                                         | 29.575  | 100,00 | 56      |
|                                                                                |         |        |         |
| Важећи листићи                                                                 | 29.575  | 97,10  |         |
| Неважећи листићи                                                               | 883     | 2,90   |         |
| Укупно гласова                                                                 | 30.458  | 100,00 |         |
| Регистровани бирачи/излазност                                                  | 45.408  | 67,08% |         |
| Извор: РИК                                                                     |         |        |         |

#### Јабланички округ
У овом округу локални избори су одржани у граду Лесковац и општинама Власотинце, Лебане, Бојник, Медвеђа и Црна Трава.

##### Град Лесковац
| Назив странке, коалиције или појединца                              | Гласови | %      | Мандати |
| ------------------------------------------------------------------- | ------- | ------ | ------- |
| Коалиција Александар Вучић–Лесковац не сме да стане: СНС, СДПС, СРС | 35.017  | 49,87  | 39      |
| НПС–Заједно                                                         | 9.804   | 13,96  | 10      |
| Социјалистичка партија Србије, Јединствена Србија                   | 9.693   | 13,81  | 10      |
| Група грађана Сви за једног, један за све – др Александар Рангелов  | 8.237   | 11,73  | 9       |
| Коалиција Живети слободно: ДС, СРЦЕ, ССП                            | 2.950   | 4,20   | 3       |
| Коалиција НАДА за Лесковац: НДСС, ПОКС                              | 2.278   | 3,24   | 2       |
| Коалиција Национално окупљање: Двери, ССЗ                           | 2.233   | 3,18   | 2       |
| Укупно                                                              | 70.212  | 100,00 | 75      |
|                                                                     |         |        |         |
| Важећи листићи                                                      | 70.212  | 97,42  |         |
| Неважећи листићи                                                    | 1.862   | 2,58   |         |
| Укупно гласова                                                      | 72.074  | 100,00 |         |
| Регистровани бирачи/излазност                                       | 114.357 | 63,03% |         |
| Извор: РИК                                                          |         |        |         |

#### Пчињски округ
У овом округу локални избори су одржани у граду Врању, градској општини Врањска бања и општини Трговиште.

##### Град Врање
| Назив странке, коалиције или појединца           | Гласови | %      | Мандати |
| ------------------------------------------------ | ------- | ------ | ------- |
| Коалиција Александар Вучић–Врање не сме да стане | 23.106  | 54,18  | 38      |
| Социјалистичка партија Србије                    | 4.558   | 10,69  | 7       |
| Коалиција Храбро за Врање: СРЦЕ, ДС, ПСГ, ЕУ     | 4.070   | 9,54   | 6       |
| Коалиција За наш град: НПС, ССП, СДС, Заједно    | 3.599   | 8,44   | 6       |
| Јединствена Србија                               | 2.396   | 5,62   | 4       |
| Коалиција НАДА за Врање: НДСС, ПОКС              | 2.327   | 5,46   | 3       |
| Група грађана За братство и јединство            | 547     | 1,27   | 1       |
| Укупно                                           | 40.603  | 100,00 | 65      |
|                                                  |         |        |         |
| Важећи листићи                                   | 40.603  | 97,09  |         |
| Неважећи листићи                                 | 1.241   | 2,91   |         |
| Укупно гласова                                   | 41.844  | 100,00 |         |
| Регистровани бирачи/излазност                    | 68.295  | 61,27% |         |
| Извор: РИК                                       |         |        |         |